# Athlone Town Association Football Club (femminile)
L'Athlone Town Association Football Club è una squadra di calcio femminile irlandese, sezione dell'omonimo club con sede nella città di Athlone. Milita in Women's National League, il livello di vertice del campionato irlandese di categoria.
La squadra, che gioca le partite interne all'Athlone Town Stadium, impianto dalla capienza totale di 5 000 posti che condivide con la squadra maschile, ha ottenuto, al termine della stagione 2023, la sua prima Coppa d'Irlanda e quella successiva il primo titolo di Campione d'Irlanda garantendosi l'accesso all'edizione 2025-2026 della UEFA Women's Champions League. Il club gestisce inoltre una squadra giovanile iscritta al campionato di Women's Under 17 National League.

## Palmarès
- Campionato irlandese: 1

2024
- Coppa d’Irlanda femminile: 1

2023